# Lagueruela
Lagueruela és un municipi d'Aragó, situat a la província de Terol i enquadrat a la comarca de Jiloca.